# 吉村武彦
吉村 武彦（よしむら たけひこ、1945年〈昭和20年〉 - ）は、日本の歴史学者。学位は、文学博士（東京大学・論文博士・1997年）（学位論文「日本古代の社会と国家」）。明治大学文学部史学地理学科名誉教授。専門は日本古代史。2025年、瑞宝中綬章受章。

## 略歴
- 1945年（昭和20年） - 朝鮮・大邱に生まれる
- 1964年 - 大阪学芸大学附属高等学校天王寺校舎（現・大阪教育大学附属高等学校天王寺校舎）卒業[3]
- 1968年 - 東京大学文学部国史学科卒業
- 1973年 - 東京大学大学院人文科学研究科博士課程（国史学専門課程）中退
- 1973年 - 東京大学文学部助手
- 1975年 - 千葉大学教養部講師
- 1977年 - 千葉大学助教授
- 1989年（平成元年） - 千葉大学教授
- 1990年 - 明治大学文学部教授[4]
- 1997年 - 「日本古代の社会と国家」で文学博士（東京大学）の学位を取得[5]
- 1998年 - 第4回茗水クラブ学術奨励賞を受賞
- 2016年 - 明治大学文学部教授を定年退職

## 著書
- 『日本の歴史③ 古代王権の展開』（集英社、1991年）
- 『日本古代の社会と国家』（岩波書店、1996年）
- 『古代天皇の誕生』（角川選書、1998年／角川ソフィア文庫、2019年）
- 『日本社会の誕生―日本の歴史〈1〉』（岩波ジュニア新書、1999年）
- 『聖徳太子』（岩波新書、2002年）
- 『古代史の新展開』（新人物往来社、2005年）
- 『ヤマト王権―シリーズ日本古代史〈2〉』（岩波新書、2010年（[4]）
- 『女帝の古代日本』（岩波新書、2012年）
- 『蘇我氏の古代』（岩波新書、2015年）
- 『大化改新を考える』（岩波新書、2018年）

### 主な共編著
- 『古代を考える 継体・欽明朝と仏教伝来』 （吉川弘文館、1999年）
- （安田常雄）『日本史研究最前線 現在、日本史の中になにがみえてきたか』 （新人物往来社、2000年）
- （大塚初重）『古墳時代の日本列島』 （大月書店、2003年）
- 『律令制国家と古代社会』（塙書房、2005年）
- 『古代史の基礎知識』（角川選書、2005年）
- 『都城 古代日本のシンボリズム 飛鳥から平安京へ』（山路直充共編、青木書店、2007年）
- 『シリーズ 古代史をひらく〈1〉 前方後円墳 巨大古墳はなぜ造られたか』（岩波新書、2019年[6]）

### 論文
- “CiNii Research articles 吉村武彦”.   国立情報学研究所. 2024年2月16日閲覧。
- 『井上光貞の業績と『令集解』研究』明治大学 日本古代学研究所〈日本古代学研究の世界的拠点形成〉、2019年、35-41頁。